# First Division 1922/1923
Třicátý první ročník First Division (1. anglické fotbalové ligy) se konal od 26. srpna 1922 do 5. května 1923.
Hrálo se opět s 22 kluby. Sezonu vyhrál počtvrté ve své klubové historii a obhájce minulé sezony Liverpool, který vyhrál o šest bodů před Sunderlandem. Nejlepším střelcem se stal hráč Sunderlandu Charlie Buchan který vstřelil 30 branek.